# Liste des monuments historiques de Horebeke
Cette page regroupe l'ensemble des monuments classés de la ville de Horebeke.
| Objet                                                                   | Statut du classement? | Année de construction/architecte | Section communale      | Adresse               | Coordonnées                      | Numéro d'inventaire | Illustration  |
| ----------------------------------------------------------------------- | --------------------- | -------------------------------- | ---------------------- | --------------------- | -------------------------------- | ------------------- | ------------- |
| (nl) Treurbeuk                                                          | Oui                   |                                  | Sint-Maria-Horebeke    | Korsele               | 50° 51′ 08″ nord, 3° 41′ 38″ est | 200830              | Téléverser    |
| (nl) Protestants Historisch Museum Abraham Hans                         | Oui                   |                                  | Sint-Maria-Horebeke    | Abraham Hansstraat 1  | 50° 51′ 05″ nord, 3° 41′ 43″ est | 43749               | Téléverser    |
| (nl) Gerenoveerd boerenhuis van hoevetje                                |                       |                                  | Sint-Maria-Horebeke    | Abraham Hansstraat 4  | 50° 51′ 02″ nord, 3° 41′ 48″ est | 43750               | Téléverser    |
| (nl) Woonhuis, Ter Linde                                                |                       |                                  | Sint-Maria-Horebeke    | Bogaardsveld 4        | 50° 49′ 03″ nord, 3° 40′ 47″ est | 43751               | Téléverser    |
| (nl) Huis en bijgebouwen, hoeve en café                                 |                       |                                  | Sint-Maria-Horebeke    | Broekestraat 14       | 50° 50′ 40″ nord, 3° 41′ 50″ est | 43752               | Téléverser    |
| (nl) Hoeve                                                              |                       |                                  | Sint-Maria-Horebeke    | Broekestraat 101      | 50° 51′ 00″ nord, 3° 42′ 19″ est | 43753               | Téléverser    |
| (nl) Hoeve met losse bestanddelen                                       |                       |                                  | Sint-Maria-Horebeke    | Den Daele 8           | 50° 49′ 04″ nord, 3° 41′ 14″ est | 43754               | Téléverser    |
| (nl) Fermette, hoevetje                                                 |                       |                                  | Sint-Maria-Horebeke    | Den Daele 10          | 50° 48′ 44″ nord, 3° 41′ 09″ est | 43755               | Téléverser    |
| (nl) Kapel van Onze-Lieve-Vrouw Onbevlekte Ontvangenis                  |                       |                                  | Sint-Maria-Horebeke    | Dorpsstraat           | 50° 50′ 21″ nord, 3° 41′ 23″ est | 43756               | Téléverser    |
| (nl) Café, winkel, smidse                                               |                       |                                  | Sint-Maria-Horebeke    | Dorpsstraat 2         | 50° 50′ 25″ nord, 3° 41′ 28″ est | 43757               | Téléverser    |
| (nl) Zuivelfabriek,Belgomilk                                            |                       |                                  | Sint-Maria-Horebeke    | Dorpsstraat 3         | 50° 50′ 23″ nord, 3° 41′ 29″ est | 43758               | Téléverser    |
| (nl) Parochiezaal De Kroon                                              |                       |                                  | Sint-Maria-Horebeke    | Dorpsstraat 12        | 50° 50′ 23″ nord, 3° 41′ 24″ est | 43759               | Téléverser    |
| (nl) Vrije Basisschool Horebeke en Rustoord Sint-Jozef                  |                       |                                  | Sint-Maria-Horebeke    | Dorpsstraat 14        | 50° 50′ 22″ nord, 3° 41′ 22″ est | 43760               | Téléverser    |
| (nl) Herenhuis                                                          | Oui                   |                                  | Sint-Maria-Horebeke    | Dorpsstraat 17        | 50° 50′ 18″ nord, 3° 41′ 21″ est | 43761               | Téléverser    |
| (nl) Dekenij                                                            | Oui                   |                                  | Sint-Maria-Horebeke    | Dorpsstraat 19        | 50° 50′ 17″ nord, 3° 41′ 22″ est | 43762               | Téléverser    |
| (nl) Woning, hoeve                                                      | Oui                   |                                  | Sint-Maria-Horebeke    | Dorpsstraat 25        | 50° 50′ 15″ nord, 3° 41′ 20″ est | 43763               | Téléverser    |
| (nl) Twee woningen, gesloten hoeve                                      | Oui                   |                                  | Sint-Maria-Horebeke    | Dorpsstraat 29        | 50° 50′ 15″ nord, 3° 41′ 17″ est | 43764               | Téléverser    |
| (nl) Twee woningen, gesloten hoeve                                      | Oui                   |                                  | Sint-Maria-Horebeke    | Dorpsstraat 31        | 50° 50′ 15″ nord, 3° 41′ 17″ est | 43764               | Téléverser    |
| (nl) Hotel Elim, voorheen Villa Wel Tevreden                            | Oui                   |                                  | Sint-Maria-Horebeke    | Dorpsstraat 30        | 50° 50′ 19″ nord, 3° 41′ 17″ est | 43765               | Téléverser    |
| (nl) Gerenoveerd dorpshuis, voorheen café 't Hofken                     | Oui                   |                                  | Sint-Maria-Horebeke    | Dorpsstraat 32        | 50° 50′ 17″ nord, 3° 41′ 16″ est | 43766               | Téléverser    |
| (nl) Woning, winkelhuis                                                 | Oui                   |                                  | Sint-Maria-Horebeke    | Dorpsstraat 35        | 50° 50′ 14″ nord, 3° 41′ 14″ est | 43767               | Téléverser    |
| (nl) Gesloten hoeve                                                     | Oui                   |                                  | Sint-Maria-Horebeke    | Dorpsstraat 38        | 50° 50′ 15″ nord, 3° 41′ 10″ est | 43768               | Téléverser    |
| (nl) Herenhuis                                                          | Oui                   |                                  | Sint-Maria-Horebeke    | Dorpsstraat 39        | 50° 50′ 12″ nord, 3° 41′ 16″ est | 43769               | Téléverser    |
| (nl) Gerenoveerde dorpswoning, hoeve                                    | Oui                   |                                  | Sint-Maria-Horebeke    | Dorpsstraat 40        | 50° 50′ 13″ nord, 3° 41′ 08″ est | 43770               | Téléverser    |
| (nl) Gebouw, voorheen winkel en herberg In den Casino                   | Oui                   |                                  | Sint-Maria-Horebeke    | Dorpsstraat 41        | 50° 50′ 14″ nord, 3° 41′ 13″ est | 43771               | Téléverser    |
| (nl) Landhuis, voorheen De Notelaar                                     | Oui                   |                                  | Sint-Maria-Horebeke    | Dorpsstraat 44        | 50° 50′ 11″ nord, 3° 41′ 05″ est | 43772               | Téléverser    |
| (nl) Herenhuis, voorheen Villa Ten Broeck                               | Oui                   |                                  | Sint-Maria-Horebeke    | Dorpsstraat 46        | 50° 50′ 10″ nord, 3° 41′ 05″ est | 43773               | Téléverser    |
| (nl) Woning                                                             | Oui                   |                                  | Sint-Maria-Horebeke    | Dorpsstraat 48        | 50° 50′ 09″ nord, 3° 41′ 04″ est | 43774               | Téléverser    |
| (nl) Herenhuis                                                          | Oui                   |                                  | Sint-Maria-Horebeke    | Dorpsstraat 53        | 50° 50′ 10″ nord, 3° 41′ 09″ est | 43775               | Téléverser    |
| (nl) Gemeentelijke lagere jongensschool en schoolhuis                   | Oui                   |                                  | Sint-Maria-Horebeke    | Dorpsstraat 55        | 50° 50′ 09″ nord, 3° 41′ 08″ est | 43776               | Téléverser    |
| (nl) Villa, Domein Roggeman, voorheen Villa Roman                       | Oui                   |                                  | Sint-Maria-Horebeke    | Dorpsstraat 57        | 50° 50′ 08″ nord, 3° 41′ 08″ est | 43777               | Téléverser    |
| (nl) Gerenoveerd villaatje                                              | Oui                   |                                  | Sint-Maria-Horebeke    | Dorpsstraat 65        | 50° 50′ 04″ nord, 3° 41′ 05″ est | 43778               | Téléverser    |
| (nl) Herenhuis                                                          | Oui                   |                                  | Sint-Maria-Horebeke    | Dorpsstraat 67        | 50° 50′ 03″ nord, 3° 41′ 05″ est | 43779               | Téléverser    |
| (nl) Gerenoveerd boerenhuis, gesloten hoeve                             |                       |                                  | Sint-Maria-Horebeke    | Dorpsstraat 70        | 50° 50′ 03″ nord, 3° 41′ 00″ est | 43780               | Téléverser    |
| (nl) Drie rijkswachterwoningen (rijkswachtkazerne)                      |                       |                                  | Sint-Maria-Horebeke    | Dorpsstraat 76        | 50° 49′ 59″ nord, 3° 40′ 58″ est | 43781               | Téléverser    |
| (nl) Drie rijkswachterwoningen (rijkswachtkazerne)                      |                       |                                  | Sint-Maria-Horebeke    | Dorpsstraat 78        | 50° 49′ 59″ nord, 3° 40′ 58″ est | 43781               | Téléverser    |
| (nl) Drie rijkswachterwoningen (rijkswachtkazerne)                      |                       |                                  | Sint-Maria-Horebeke    | Dorpsstraat 80        | 50° 49′ 59″ nord, 3° 40′ 58″ est | 43781               | Téléverser    |
| (nl) Herenhuis                                                          |                       |                                  | Sint-Maria-Horebeke    | Dorpsstraat 88        | 50° 49′ 57″ nord, 3° 40′ 54″ est | 43782               | Téléverser    |
| (nl) Bedrijfsgebouw, Samenwerkende Melkerij De Maagd                    |                       |                                  | Sint-Maria-Horebeke    | Dorpsstraat 95        | 50° 49′ 54″ nord, 3° 40′ 55″ est | 43783               | Téléverser    |
| (nl) Gesloten hoeve                                                     |                       |                                  | Sint-Maria-Horebeke    | Heerweg 2             | 50° 49′ 40″ nord, 3° 40′ 58″ est | 43784               | Téléverser    |
| (nl) Gesloten hoeve                                                     |                       |                                  | Sint-Maria-Horebeke    | Heerweg 12            | 50° 49′ 31″ nord, 3° 41′ 10″ est | 43785               | Téléverser    |
| (nl) Boerenhuis, hoevetje                                               |                       |                                  | Sint-Maria-Horebeke    | Heerweg 16            | 50° 49′ 29″ nord, 3° 41′ 15″ est | 43786               | Téléverser    |
| (nl) Gesloten hoeve                                                     |                       |                                  | Sint-Maria-Horebeke    | Heerweg 18            | 50° 49′ 27″ nord, 3° 41′ 17″ est | 43787               | Téléverser    |
| (nl) Gesloten hoeve                                                     |                       |                                  | Sint-Maria-Horebeke    | Heerweg 31            | 50° 49′ 35″ nord, 3° 41′ 11″ est | 43788               | Téléverser    |
| (nl) Verbouwde herberg In den trap op                                   |                       |                                  | Sint-Maria-Horebeke    | Heerweg 45            | 50° 49′ 28″ nord, 3° 41′ 22″ est | 43789               | Téléverser    |
| (nl) Boerenhuis van hoeve, en Calvariekapel                             |                       |                                  | Sint-Maria-Horebeke    | Hessestraat 2         | 50° 48′ 26″ nord, 3° 41′ 28″ est | 43790               | Téléverser    |
| (nl) Parochiekerk Onze-Lieve-Vrouw-Hemelvaart                           | Oui                   |                                  | Sint-Maria-Horebeke    | Kerkplein             | 50° 50′ 16″ nord, 3° 41′ 16″ est | 43791               | Téléverser    |
| (nl) Gemeentehuis en Vredegerecht                                       | Oui                   |                                  | Sint-Maria-Horebeke    | Kerkplein 3           | 50° 50′ 16″ nord, 3° 41′ 13″ est | 43792               | Téléverser    |
| (nl) Twee woningen                                                      | Oui                   |                                  | Sint-Maria-Horebeke    | Kerkplein 5           | 50° 50′ 17″ nord, 3° 41′ 13″ est | 43793               | Téléverser    |
| (nl) Twee woningen                                                      | Oui                   |                                  | Sint-Maria-Horebeke    | Kerkplein 7           | 50° 50′ 17″ nord, 3° 41′ 13″ est | 43793               | Téléverser    |
| (nl) Gebouw, oorspronkelijk Vredegerecht                                | Oui                   |                                  | Sint-Maria-Horebeke    | Kerkplein 9           | 50° 50′ 17″ nord, 3° 41′ 14″ est | 43794               | Téléverser    |
| (nl) Café-restaurant 't Horenbecca                                      | Oui                   |                                  | Sint-Maria-Horebeke    | Kerkplein 11          | 50° 50′ 17″ nord, 3° 41′ 14″ est | 43795               | Téléverser    |
| (nl) Gemeenschapslokaal, De Oude Kerk                                   | Oui                   |                                  | Sint-Maria-Horebeke    | Koning Willemdreef    | 50° 51′ 09″ nord, 3° 41′ 38″ est | 43796               | Téléverser    |
| (nl) Huis, hoeve en deels Oude Tempel                                   | Oui                   |                                  | Sint-Maria-Horebeke    | Koning Willemdreef 4  | 50° 51′ 09″ nord, 3° 41′ 37″ est | 43797               | Téléverser    |
| (nl) Vakantiewoning Den Haegepreeck, voorheen hoeve                     |                       |                                  | Sint-Maria-Horebeke    | Korsele 4             | 50° 50′ 50″ nord, 3° 41′ 21″ est | 43798               | Téléverser    |
| (nl) Huis                                                               | Oui                   |                                  | Sint-Maria-Horebeke    | Korsele 19            | 50° 50′ 59″ nord, 3° 41′ 30″ est | 43799               | Téléverser    |
| (nl) Huis en winkeltje Gastvrije Aarde                                  | Oui                   |                                  | Sint-Maria-Horebeke    | Korsele 27            | 50° 51′ 02″ nord, 3° 41′ 33″ est | 43800               | Téléverser    |
| (nl) Semi-gesloten hoeve                                                | Oui                   |                                  | Sint-Maria-Horebeke    | Korsele 28            | 50° 51′ 01″ nord, 3° 41′ 36″ est | 43801               | Téléverser    |
| (nl) Villaatje                                                          | Oui                   |                                  | Sint-Maria-Horebeke    | Korsele 34            | 50° 51′ 05″ nord, 3° 41′ 40″ est | 43802               | Téléverser    |
| (nl) Woonhuis, hoeve losse bestanddelen                                 | Oui                   |                                  | Sint-Maria-Horebeke    | Korsele 36            | 50° 51′ 07″ nord, 3° 41′ 40″ est | 43803               | Téléverser    |
| (nl) Protestantse Evangelische kerk, De Nieuwe Kerk                     | Oui                   |                                  | Sint-Maria-Horebeke    | Korsele 39            | 50° 51′ 07″ nord, 3° 41′ 39″ est | 43804               | Téléverser    |
| (nl) Pastorie van de protestantse gemeenschap                           | Oui                   |                                  | Sint-Maria-Horebeke    | Korsele 40            | 50° 51′ 08″ nord, 3° 41′ 44″ est | 43805               | Téléverser    |
| (nl) Villa                                                              | Oui                   |                                  | Sint-Maria-Horebeke    | Korsele 45            | 50° 51′ 11″ nord, 3° 41′ 43″ est | 43806               | Téléverser    |
| (nl) Dorpswoning                                                        | Oui                   |                                  | Sint-Maria-Horebeke    | Korsele 47            | 50° 51′ 12″ nord, 3° 41′ 44″ est | 43807               | Téléverser    |
| (nl) Dorpswoning                                                        | Oui                   |                                  | Sint-Maria-Horebeke    | Korsele 51            | 50° 51′ 14″ nord, 3° 41′ 46″ est | 43808               | Téléverser    |
| (nl) Gerenoveerd boerenhuis                                             |                       |                                  | Sint-Maria-Horebeke    | Kromstraat 3          | 50° 51′ 17″ nord, 3° 41′ 12″ est | 43809               | Téléverser    |
| (nl) Gebouw, boerenhuis                                                 |                       |                                  | Sint-Maria-Horebeke    | Kromstraat 28         | 50° 51′ 34″ nord, 3° 41′ 32″ est | 43810               | Téléverser    |
| (nl) Gesloten hoeve                                                     |                       |                                  | Sint-Maria-Horebeke    | Meersestraat 24       | 50° 50′ 27″ nord, 3° 42′ 19″ est | 43811               | Téléverser    |
| (nl) Oude molen, Plankeveldmolen                                        | Oui                   |                                  | Sint-Maria-Horebeke    | Molenstraat           | 50° 49′ 41″ nord, 3° 41′ 11″ est | 43812               | Téléverser    |
| (nl) Kapel van het Heilig Kruis, wegkapel                               |                       |                                  | Sint-Maria-Horebeke    | Rokegem               | 50° 50′ 25″ nord, 3° 41′ 14″ est | 43813               | Téléverser    |
| (nl) Gerenoveerd boerenhuis, hoeve                                      |                       |                                  | Sint-Maria-Horebeke    | Stene 1               | 50° 49′ 10″ nord, 3° 41′ 02″ est | 43814               | Téléverser    |
| (nl) Gesloten hoeve                                                     |                       |                                  | Sint-Maria-Horebeke    | Stene 9               | 50° 48′ 49″ nord, 3° 40′ 52″ est | 43815               | Téléverser    |
| (nl) Gebouw, gesloten hoeve                                             |                       |                                  | Sint-Maria-Horebeke    | Vrijsbeke 7           | 50° 51′ 25″ nord, 3° 41′ 30″ est | 43816               | Téléverser    |
| (nl) Hoevetje met woonhuis                                              |                       |                                  | Sint-Maria-Horebeke    | Vrijsbeke 8           | 50° 51′ 22″ nord, 3° 41′ 27″ est | 43817               | Téléverser    |
| (nl) Gesloten hoeve                                                     |                       |                                  | Sint-Kornelis-Horebeke | Bosstraat 27          | 50° 48′ 55″ nord, 3° 42′ 10″ est | 74169               | Téléverser    |
| (nl) Gesplitst in twee woningen                                         |                       |                                  | Sint-Kornelis-Horebeke | Bovenstraat 2         | 50° 50′ 02″ nord, 3° 41′ 48″ est | 74170               | Téléverser    |
| (nl) Hoevegebouwen                                                      |                       |                                  | Sint-Kornelis-Horebeke | Bovenstraat 8         | 50° 50′ 01″ nord, 3° 41′ 47″ est | 74171               | Téléverser    |
| (nl) Gemeenteschool                                                     |                       |                                  | Sint-Kornelis-Horebeke | Bovenstraat 24A       | 50° 49′ 54″ nord, 3° 41′ 39″ est | 74172               | Téléverser    |
| (nl) Gemeenteschool                                                     |                       |                                  | Sint-Kornelis-Horebeke | Bovenstraat 24B       | 50° 49′ 54″ nord, 3° 41′ 39″ est | 74172               | Téléverser    |
| (nl) Buikberghoeve                                                      |                       |                                  | Sint-Kornelis-Horebeke | Buikberg 1            | 50° 49′ 38″ nord, 3° 42′ 16″ est | 74173               | Téléverser    |
| (nl) Semi-gesloten hoevecomplex                                         |                       |                                  | Sint-Kornelis-Horebeke | Buikberg 2            | 50° 49′ 42″ nord, 3° 42′ 16″ est | 74174               | Téléverser    |
| (nl) Boerenarbeidershuisje                                              |                       |                                  | Sint-Kornelis-Horebeke | Buikberg 6            | 50° 49′ 36″ nord, 3° 42′ 14″ est | 74175               | Téléverser    |
| (nl) Hoeve met losse bestanddelen                                       |                       |                                  | Sint-Kornelis-Horebeke | Buikberg 8            | 50° 49′ 34″ nord, 3° 42′ 13″ est | 74176               | Téléverser    |
| (nl) Villa                                                              |                       |                                  | Sint-Kornelis-Horebeke | Buikberg 12           | 50° 49′ 23″ nord, 3° 42′ 01″ est | 74177               | Téléverser    |
| (nl) Semi-gesloten hoeve                                                |                       |                                  | Sint-Kornelis-Horebeke | Buikberg 14           | 50° 49′ 20″ nord, 3° 41′ 58″ est | 74178               | Téléverser    |
| (nl) Hoeve                                                              |                       |                                  | Sint-Kornelis-Horebeke | Haaghoek 2            | 50° 50′ 02″ nord, 3° 42′ 09″ est | 74179               | Téléverser    |
| (nl) Gesloten vierkante hoeve                                           |                       |                                  | Sint-Kornelis-Horebeke | Haaghoek 4            | 50° 49′ 53″ nord, 3° 42′ 22″ est | 74180               | Téléverser    |
| (nl) Gesloten hoeve, nu Stokerij Hoeve                                  |                       |                                  | Sint-Kornelis-Horebeke | Haaghoek 6            | 50° 49′ 54″ nord, 3° 42′ 25″ est | 74181               | Téléverser    |
| (nl) Landelijke woning                                                  |                       |                                  | Sint-Kornelis-Horebeke | Hoogkouter 2          | 50° 49′ 41″ nord, 3° 41′ 40″ est | 74182               | Téléverser    |
| (nl) Hoogkoutermolen, ook Reus van Horebeke                             | Oui                   |                                  | Sint-Kornelis-Horebeke | Hoogkouter 4          | 50° 49′ 40″ nord, 3° 41′ 40″ est | 74183               | Téléverser    |
| (nl) Molenaarswoning                                                    |                       |                                  | Sint-Kornelis-Horebeke | Hoogkouter 6          | 50° 49′ 41″ nord, 3° 41′ 39″ est | 74184               | Téléverser    |
| (nl) Hoeve                                                              |                       |                                  | Sint-Kornelis-Horebeke | Kempeland 10          | 50° 49′ 43″ nord, 3° 41′ 50″ est | 74185               | Téléverser    |
| (nl) Hoeve met losse bestanddelen                                       |                       |                                  | Sint-Kornelis-Horebeke | Koekoekstraat 3       | 50° 50′ 02″ nord, 3° 41′ 34″ est | 74186               | Téléverser    |
| (nl) Hoeve                                                              |                       |                                  | Sint-Kornelis-Horebeke | Koekoekstraat 17      | 50° 50′ 07″ nord, 3° 41′ 43″ est | 74187               | Téléverser    |
| (nl) Kleine dorpswoning                                                 |                       |                                  | Sint-Kornelis-Horebeke | Koekoekstraat 20      | 50° 50′ 05″ nord, 3° 41′ 47″ est | 74188               | Téléverser    |
| (nl) Sint-Korneliuskapel                                                |                       |                                  | Sint-Kornelis-Horebeke | Meersestraat          | 50° 50′ 16″ nord, 3° 42′ 10″ est | 74190               | Téléverser    |
| (nl) Boerenhuis                                                         | Oui                   |                                  | Sint-Kornelis-Horebeke | Ommegangstraat 2      | 50° 50′ 09″ nord, 3° 41′ 56″ est | 74191               | Téléverser    |
| (nl) Kapel                                                              | Oui                   |                                  | Sint-Kornelis-Horebeke | Ommegangstraat        | 50° 50′ 09″ nord, 3° 41′ 54″ est | 74192               | Téléverser    |
| (nl) Pastorie                                                           | Oui                   |                                  | Sint-Kornelis-Horebeke | Ommegangstraat 3      | 50° 50′ 08″ nord, 3° 41′ 49″ est | 74193               | (nl) Pastorie |
| (nl) Hoeve met woonhuis                                                 |                       |                                  | Sint-Kornelis-Horebeke | Ommegangstraat 12     | 50° 50′ 16″ nord, 3° 42′ 04″ est | 74194               | Téléverser    |
| (nl) Gesloten hoeve, De Ruyterije                                       |                       |                                  | Sint-Kornelis-Horebeke | Ruitersstraat 1       | 50° 49′ 19″ nord, 3° 42′ 10″ est | 74195               | Téléverser    |
| (nl) Parochiekerk Sint-Kornelis                                         | Oui                   |                                  | Sint-Kornelis-Horebeke | Sint-Kornelisplein    | 50° 50′ 06″ nord, 3° 41′ 51″ est | 74196               | Téléverser    |
| (nl) Klooster van Minderbroeders, De Vluchtheuvel, en Vrije Basisschool | Oui                   |                                  | Sint-Kornelis-Horebeke | Sint-Kornelisplein 1  | 50° 50′ 06″ nord, 3° 41′ 49″ est | 74197               | Téléverser    |
| (nl) Gemeentehuis en café tot 1968                                      | Oui                   |                                  | Sint-Kornelis-Horebeke | Sint-Kornelisplein 4  | 50° 50′ 07″ nord, 3° 41′ 47″ est | 74198               | Téléverser    |
| (nl) Woonhuis                                                           | Oui                   |                                  | Sint-Kornelis-Horebeke | Sint-Kornelisplein 6  | 50° 50′ 05″ nord, 3° 41′ 50″ est | 74199               | Téléverser    |
| (nl) Hoekhuis                                                           |                       |                                  | Sint-Kornelis-Horebeke | Sint-Kornelisplein 18 | 50° 50′ 04″ nord, 3° 41′ 53″ est | 74200               | Téléverser    |
| (nl) Complex gebouwen                                                   |                       |                                  | Sint-Kornelis-Horebeke | Sint-Kornelisplein 20 | 50° 50′ 03″ nord, 3° 41′ 55″ est | 74201               | Téléverser    |
| (nl) Woonhuis                                                           |                       |                                  | Sint-Kornelis-Horebeke | Sint-Kornelisplein 28 | 50° 50′ 05″ nord, 3° 41′ 59″ est | 74202               | Téléverser    |
| (nl) Gesloten hoeve                                                     |                       |                                  | Sint-Kornelis-Horebeke | Wafelstraat 1         | 50° 49′ 09″ nord, 3° 41′ 35″ est | 74203               | Téléverser    |
| (nl) Afgelegen grote gesloten hoeve                                     | Oui                   |                                  | Sint-Kornelis-Horebeke | Wafelstraat 5         | 50° 48′ 58″ nord, 3° 41′ 14″ est | 74204               | Téléverser    |